# Mozilla
Mozilla je podjetje s programsko opremo, ki ustvarja vrsto odprtokodnih programov. Njihovo poslanstvo je ohraniti internet odprt in dostopen za vsakogar. Njihovi najbolj priljubljeni produkti so Mozilla Firefox in Mozilla Thunderbird.